# Transkription (Schreibung)
Unter Transkription (von lateinisch trans ‚hinüber‘ und scribere ‚schreiben‘) versteht man im engeren Sinne eine Umschrift (also die Übertragung sprachlicher Ausdrücke von einem Schriftsystem in ein anderes), die auf der Aussprache basiert, mit Hilfe einer phonetisch definierten Lautschrift oder eines anderen Basisalphabets als Lautschriftersatz. Dem Nicht-Muttersprachler soll dies eine halbwegs richtige Aussprache des Wortes ermöglichen. Im weiteren Sinne ist Transkription ein Synonym für ‚Umschrift‘.
Anwendung findet die Transkription von gesprochener Sprache zum Beispiel in der Dialektologie, wo es nötig ist, akustische Belege möglichst lautnah schriftlich festzuhalten.
Zu unterscheiden von der Transkription im engeren Sinne ist die Transliteration als schriftbasierte, buchstabengetreue, bei Bedarf wieder umkehrbare Umsetzung eines Wortes aus einer Schrift in eine andere. Dazu werden oft diakritische Zeichen verwendet. Dem Fachmann soll die genaue Schreibweise des Wortes in der anderen Schrift dargestellt werden, falls diese nicht in der Ursprungsfassung dargestellt werden kann (etwa weil keine entsprechenden Typen oder Zeichensätze vorhanden sind).

## Beispiele

### Kyrillisch
| | Beispiel 1 | Beispiel 2 |
| --- | --- | --- |
| russisches Original | Александр Солженицын | Михаил Зощенко |
| deutsche Transkription | Alexander Solschenizyn (Solshenizyn) a | Michail Soschtschenko (Sostschenko) a |
| englische Transkription | Aleksandr (Alexander) Solzhenitsyn | Mikhail Zoshchenko |
| französische Transkription | Alexandre Soljénitsyne | Mikhail Zochtchenko |
| niederländische Transkription | Aleksandr Solzjenitsyn | Michail Zosjtsjenko |
| polnische Transkription | Aleksander Sołżenicyn | Michaił Zoszczenko |
| slowenische Transkription | Aleksander Solženicin | Mihail Zoščenko |
| tschechische Transkription | Alexandr Solženicyn | Michail Zoščenko |
| ungarische Transkription | Alekszandr Szolzsenyicin | Mihail Zoscsenko |
| serbische Transkription | Александар Солженицин Aleksandar Solženicin | Михаил Зошченко Mihail Zoščenko |
| griechische Transkription | Αλεξάντερ Σολζενίτσιν | Μιχαήλ Ζόστσενκο |
| chinesische Transkription (Hanzi, Kurzzeichen) chinesische Transkription (Hanzi, Langzeichen) chinesische Aussprache nach IPA chinesische Transkription (Pinyin) d regionale Transkription (Jyutping) e regionale Transkription (Pe̍h-ōe-jī) f | 亚历山大•索尔仁尼琴 b 亞歷山大•索爾仁尼琴 c [jâlîʂántâ swǒɐ̀ɻɻə̌nnǐtɕʰín] Yàlìshāndà Suǒ'ěrrénníqín Aa3lik6saan1daai6 Sok3ji5jan4nei4kam4 A-li̍k-san-tai Soh-nī-lîn-nî-khîm | 米哈伊尔•淑雪兼珂 b 米哈伊爾•淑雪兼珂 c [mìxáíèɻ ʂúɕɥɛ̀tɕjɛ́nkʰɤ́] Mǐhāyī'ěr Shūxuějiānkē Mai5haa1ji1ji5 Suk6syut3gim1o1 Bí-ha-i-nī Siok-suat-kiam-ko |
| japanische Transkription (Hepburn, Katakana) japanische Transkription (Hepburn, Hiragana) japanische Transkription (Hepburn, Romaji) | アレクサンドル・ソルジェニーツィン あれくさんどる・そるじぇにーつぃん Arekusandoru Sorujenītsin                                                                          | ミハイル・ゾーシチェンコ みはいる・ぞーしちちぇんこ Mihairu Zoshichichenko                                                                         |
| koreanische Transkription (Koreanisches Alphabet – Hangeul) koreanische Transkription (Revidierte Romanisierung – RR) koreanische Transkription (McCune-Reischauer – MCR) koreanische Transkription (Yale-Romanisierung – Yale) | 알렉산드르・솔제니친 Alleksandeureu Soljenichin Alleksandŭrŭ Solchenich'in Alleyksantulu Solceynichin                                                                    | – |
| wissenschaftliche Transliteration | Aleksandr Solženicyn | Michail Zoščenko |
| ISO-Transliteration | Aleksandr Solženicyn | Mihail Zoŝenko |
| phonetische Transkription im IPA | [ɐlʲɪkˈsaˑndr sɐɫʒɨˈnʲiˑtsɨn] | [mʲɪχaˈiˑɫ ˈzɔˑɕːɪnkɐ] |
| Fußnoten:a In Klammern: in der DDR übliche Transkription b Kurzzeichen, auch als vereinfachte oder kurze Schriftzeichen bekannt c Langzeichen, auch als traditionelle oder lange Schriftzeichen bekannt d Pinyin-Umschrift für das Standardchinesisch, international anerkannte Standardumschrift e Jyutping-Umschrift für das Kantonesische, keine Standardumschrift f Pe̍h-ōe-jī-Umschrift für das Min (Hokkien, Teochew, Taiwanisch), keine Standardumschrift | | |

Tabellen von Transkriptions- und Transliterationssystemen: Bulgarisch, Mazedonisch, Russisch, Serbisch, Ukrainisch, Belarussisch

### Japanisch
In der Japanischen Sprache erfolgt die Transkription in die lateinische Schrift mittels Rōmaji (Rom-Zeichen, genauer: römisch-lateinische Zeichen). Es gibt im Japanischen verschiedene Transkriptionssysteme (Umschriftsysteme) zur Darstellung der Aussprache im japanischen Schriftsystem. Zwei bekannte und auch anerkannte sind das Hepburn- und das Kunrei-System. Ersteres wurde durch den amerikanischen Missionar James Curtis Hepburn verbreitet und orientiert sich an der Aussprache; Letzteres wurde von der damaligen japanischen Regierung erdacht und folgt der Systematik der 50-Laute-Tafel.
Hepburn- und Kunrei-System unterscheiden sich in erster Linie bei der Wiedergabe der vier Silben (genauer: Moren) ち (Hepburn: chi, Kunrei: ti), つ (Hepburn: tsu, Kunrei: tu), し (Hepburn: shi, Kunrei: si) und ふ (Hepburn: fu, Kunrei: hu) sowie der fünfzehn daraus abgeleiteten Silben ぢ (Hepburn: ji, Kunrei: di), づ (Hepburn: zu, Kunrei: du), じ (Hepburn: ji, Kunrei: zi), ちゃ (Hepburn: cha, Kunrei: tya), ちゅ (Hepburn: chu, Kunrei: tyu), ちょ (Hepburn: cho, Kunrei: tyo), ぢゃ (Hepburn: ja, Kunrei: dya), ぢゅ (Hepburn: ju, Kunrei: dyu), ぢょ (Hepburn: jo, Kunrei: dyo), しゃ (Hepburn: sha, Kunrei: sya), しゅ (Hepburn: shu, Kunrei: syu), しょ (Hepburn: sho, Kunrei: syo), じゃ (Hepburn: ja, Kunrei: zya), じゅ (Hepburn: ju, Kunrei: zyu) und じょ (Hepburn: jo, Kunrei: zyo). Das Kunrei-System unterscheidet dabei die Yotsugana, das Hepburn-System nicht.
Beispiel: Japans höchster Berg, der Fuji (富士山, im Deutschen oft inkorrekt als „Fudschijama“ wiedergegeben), schreibt sich:
- nach dem Hepburn-System: Fujisan
- nach dem Kunrei-System: Huzisan

Bisweilen trifft man „Mischformen“ der beiden Transkriptionssysteme an, zum Beispiel jya als Transkription für じゃ (Hepburn: ja, Kunrei: zya) oder dzu als Transkription für づ (Hepburn: zu, Kunrei: du), letztere zum Beispiel bei der Adzuki-Bohne.

### Hebräisch
Die in lateinischer Umschrift wiedergegebene Aussprache des Hebräischen orientiert sich heute in aller Regel an der israelischen Standardaussprache. Regionale Ausspracheformen, etwa Jemenitisch oder Aschkenasisch-Osteuropäisch, sowie historische Ausspracheformen (z. B. Bibelhebräisch) werden in der Umschrift kaum berücksichtigt.
An welchem orthografischen System sich die Darstellung der Laute orientiert, hängt vom Schreiber und seinem kulturellen Umfeld ab. Das Wort „schalom“ etwa kann auch shalom, chalom, sjalom, szalom usw. geschrieben werden, also deutsch, englisch, französisch, niederländisch, polnisch etc. – es gibt keine allgemein anerkannte, verbindliche Norm. In wissenschaftlichen Zusammenhängen, zum Teil auch in den Medien dominiert heute eine Schreibung, die auf englischen Gewohnheiten beruht, zumindest im Bereich der Konsonanten: sh für sch; z für stimmhaftes s; ts für z; h, auch kh für ch usw. Beim Vokalismus überwiegt der Einfluss des Deutschen, da hier jeder Buchstabe nur eine Aussprache kennt: a, e, i, o, u. Gelegentlich findet sich noch französisches ou für u (oft in der Schreibung der Namen orientalischer Juden, in deren Ländern das Französische vorherrschte); häufiger werden in letzter Zeit nach englischem Muster Schreibungen wie oo (für u) und ee (für i). Keines dieser Systeme wird konsequent angewandt, und keines ist in der Lage, alle Laute korrekt darzustellen. Man denke an die fehlende Unterscheidung zwischen stimmhaftem und stimmlosem s im Deutschen oder zwischen ch und h im Englischen; das Hebräische selbst hält für jeden dieser Laute einen eigenen Buchstaben bereit. Weder für die Transkription von Orts- und Personennamen in israelischen Pässen noch für diejenige auf israelischen Straßenschildern gelten einheitliche Regeln. Komplizierend wirkt hier auch die nicht hebräische Herkunft zahlreicher Familiennamen; teils schreibt man diese wie im Ursprungsland, teils in „vereinfachter“, d. h. heute oft anglisierter Form. Im Falle eines Namens wie „Weizman(n)“ bedeutet dies, dass auch die Transkription Vaitsman vorkommt. Bei der Untersuchung der Namen israelischer Autoren, deren Werke in europäische Sprachen übersetzt wurden, lässt sich feststellen, dass zahlreiche, doch bei Weitem nicht alle Autoren die Schreibung ihres Namens in lateinischen Buchstaben den Lesegewohnheiten des jeweiligen Landes anpassen; vgl. A. B. Jehoschua und A. B. Yehoshua, aber durchgängig Amos Oz.
Am Beispiel des Hebräischen lässt sich darüber hinaus der Unterschied zwischen einer rein phonologischen und einer morpho-phonologischen Umschrift zeigen:
Kibuts vs. Qibbuṣ: Die erste Transkription gibt die israelische Aussprache wieder. Die zweite orientiert sich außerdem am hebräischen Alphabet: q steht für den Buchstaben ק (Kof), wohingegen k nach diesem System allein כּ (Kaf) vorbehalten ist. Kof und Kaf waren im klassischen Hebräisch zwei verschiedene Laute; heute werden sie gleich ausgesprochen, die Unterscheidung hat sich nur in der Orthografie konserviert. Auch die Verdopplung des b reflektiert einen Lautstand, der heute nicht mehr üblich ist und für den die klassische Schreibung einen Punkt im Buchstaben Bet vorsieht. ṣ zeigt die Verwandtschaft mit dem sprachgeschichtlich verwandten Laut ṣ der anderen semitischen Sprachen an; auch ṣ reflektiert demnach eine ältere Aussprache, die im Neuhebräischen verloren gegangen und durch den Laut z (ts) ersetzt worden ist. Im Fall von ṣ handelt es sich um ein Zeichen, das in wissenschaftlichen Transkriptionssystemen vorkommt, während sich alltägliche Transkriptionsmodelle in der Regel allein am lateinischen Alphabet ausrichten, ohne diakritische Punkte zur Spezifizierung hinzuzufügen. Eine häufige wissenschaftliche Darstellungsform ist auch ḥ oder ḫ für ch, etwa in tapuaḥ bzw. tapuaḫ (Apfel). Auffallend ist die Verwendung des Bindestrichs, der oft dazu dient, zusammengeschriebene hebräische Wörter in ihre Bestandteile zu trennen. So kann etwa jad bajad (Hand in Hand) auch jad ba-jad geschrieben werden.

### Beispiel von Transkription und Transliteration aus einer Konsonantenschrift (Arabisch) in die Lateinschrift
Dieses Beispiel eines persischen Zweizeilers verdeutlicht die Unterscheidung zwischen Transkription und Transliteration nach den Vorgaben der Deutschen Morgenländischen Gesellschaft (DMG):
Beschreibung: Erste Zeile aus dem Mas̱nawī-ye ma‘nawī („Geistige Zweizeiler“) des Rumi: »Hör die Flöte, was sie sagt / Wie sie ums Getrenntsein klagt«
Ausgangstext: از جدائى ها شكايت ميكند / بشنو از نى چون حكايت ميكند
Transliteration: BŠNW ’Z NY ČWN ḤK’YT MYKND / ’Z ǦD’’Y H’ ŠK’YT MYKND
In der Orientalistik erfolgt die Transliteration mittels Großbuchstaben, um sie von der Transkription deutlich zu unterscheiden.
Transkription: bišnō az nay čōn ḥikāyat mēkunad / az ǧudā’ī-hā šikāyat mēkunad
Vokalisation gemäß Dari-Persisch, der in Afghanistan üblichen Variante der persischen Sprache.

## Normen und verbreitete Transkriptionssysteme
- DIN 1505-2: Titelangaben von Dokumenten und Zitierregeln
- DIN 31635: Transkription der arabischen in die lateinische Schrift
- DIN 31636: Transkription der hebräischen in die lateinische Schrift
- ALA-LC: aus verschiedenen Schriftsystemen in die lateinische Schrift, von der American Library Association (ALA) und der US-amerikanischen Library of Congress (LC) verwendet
- BGN/PCGN: aus verschiedenen Schriftsystemen in die lateinische Schrift, vom United States Board on Geographic Names (BGN) und dem Permanent Committee on Geographical Names for British Official Use (PCGN) verwendet
- SASM/GNC: aus verschiedenen Schriftsystemen in die lateinische Schrift (u. a. Pinyin für Chinesisch), in der Volksrepublik China für deren National- und Minderheitensprachen verwendet
- IPA: Internationales Phonetisches Alphabet